# TOKUSHIMA MORNING LIVE Compass
『TOKUSHIMA MORNING LIVE Compass』（トクシマ・モーニングライブ・コンパス）は、2015年4月からエフエム徳島（FM徳島）で平日に放送されているラジオ番組である。

## 概要
- 16年間続いた前番組「Smile Morning」の後を受けてスタート。大和は前番組から引き続き同時間帯を担当している。
- 羅針盤の「Compass」と文房具の「Compass」が番組タイトルの由来。
- 2021年4月より「Touch Up Tokushima」の終了を受けて7:30 - 8:00を第1部としてスタートさせ放送枠を拡大した。前番組を引き継ぎ、祝日に当たる場合は第1部のみ休止し「OH! HAPPY MORNING」（月 - 木）・「THE G.O.A.T.」（金・2023年10月より）を放送する。

## パーソナリティ

### 現在
- 大和たきみ（木曜・金曜）
- 布川夏帆（水曜）
- 近藤公美（月曜・火曜）

### 過去
| 期間      | 期間       | 月曜                    | 火曜                    | 水曜                  | 木曜         | 金曜         |
| --------- | ---------- | ----------------------- | ----------------------- | --------------------- | ------------ | ------------ |
| 2015.4.1  | 2015.12.31 | - 今末真人 - 朝木茉莉子 | - 今末真人 - 朝木茉莉子 | - 今末真人 - 富田阿樹 | - 大和たきみ | - 富田阿樹   |
| 2016.1.4  | 2016.3.31  | - 今末真人 - 武田志歩   | - 今末真人 - 武田志歩   | - 今末真人 - 富田阿樹 | - 大和たきみ | - 富田阿樹   |
| 2016.4.1  | 2017.3.31  | - 今末真人 - 武田志歩   | - 今末真人 - 武田志歩   | - 今末真人 - 富田阿樹 | - 富田阿樹   | - 大和たきみ |
| 2017.4.3  | 2018.3.30  | - 今末真人 - 小野寺紀帆 | - 今末真人 - 小野寺紀帆 | - 今末真人 - 富田阿樹 | - 富田阿樹   | - 大和たきみ |
| 2018.4.2  | 2019.3.29  | - 土橋琢史              | - 土橋琢史              | - 土橋琢史            | - 富田阿樹   | - 大和たきみ |
| 2019.4.1  | 2021.4.2   | - 近藤公美              | - 近藤公美              | - 土橋琢史 - 森寛子   | - 大和たきみ | - 大和たきみ |
| 2021.4.5  | 2022.9.2   | - 近藤公美              | - 近藤公美              | - 森寛子              | - 大和たきみ | - 大和たきみ |
| 2022.9.5  | 2023.9.29  | - 近藤公美              | - 近藤公美              | - 湯浅瞭子            | - 大和たきみ | - 大和たきみ |
| 2023.10.2 | 2024.3.29  | - 大和たきみ            | - 湯浅瞭子              | - 湯浅瞭子            | - 大和たきみ | - 大和たきみ |